# بلال بناما
بلال بناما (انگلیسی: Billal Bennama؛ زادهٔ ۱۴ ژوئن ۱۹۹۸) بوکسور الجزایری‌تبار اهل فرانسه است.